# Celina Ree
Celina Ree, född 3 mars 1990, är en dansk sångerska.

## Karriär
Celina Rees första singel 12 time gavs ut sommaren 2008 och debutalbumet Kortslutning kom ut den 6 oktober, tillsammans med tre mer singlar. Albumet nådde sjuttonde plats på den danska albumlistan. Hennes mest framgångsrika singel är "Når du rør ved mig" som nådde femte plats på singellistan och låg totalt 25 veckor på listan. Hon har efter det även släppt två singlar på engelska.
Celina Ree har varit på framsidan av danska magasinet Frikvarter sommaren 2008 och hade sin egen miniserie i tv-programmet Boogie. 

## Diskografi

### Album
- 2008 – Kortslutning

### Singlar
- 2008 – "12. time"
- 2008 – "Kortslutning"
- 2009 – "Når du rør ved mig"
- 2009 – "Se dig selv i mig"
- 2010 - "Land's End" (med gruppen Star*Rats)
- 2013 - "Stranded" (med gruppen The Army)